# Josep Carles Vallejo Calderón
Josep Carles Vallejo Calderón (Barcelona, 1950) més conegut com Carles Vallejo, és un líder històric del sindicalisme català, defensor dels drets socials, les llibertats civils i polítiques i la preservació i transmissió de la memòria històrica.
Nascut al barri del Poblenou, els seus pares, Juan José Vallejo González i Lola Calderón Ramón, per evitar-li l'adoctrinament dels ensenyaments franquistes, van decidir fer-lo estudiar a l'Escola Italiana de Barcelona. Des de molt jove es va implicar en l'escoltisme i els moviments associatius. Quan va iniciar els estudis superiors a l'Escola Industrial, va formar part del Sindicat Democràtic d'estudiants i de les joventuts comunistes clandestines. El fet de conèixer perfectament la llengua italiana li va permetre, el 1969, aconseguir una plaça de traductor tècnic a la factoria SEAT, on va participar en el moviment obrer a través de les CCOO, de les quals va ser el responsable d'organització, fins a la seva detenció i acomiadament el 1970.
Juntament amb Silvestre Gilaberte Herranz i Armando Rafael Varo González,va passar 20 dies a la Comissaria de Via Layetana, on va ser interrogat i sotmès a tortures. Traslladat a la Presó Model, hi va romandre sis mesos, durant els quals els presos polítics van organitzar una vaga de fam.
El juny de 1971 va sortir en llibertat condicional i es va incorporar a la campanya per a la readmissió dels acomiadats que va culminar el 18 d'octubre amb l'ocupació de la factoria. Durant aquells enfrontaments el treballador Antonio Ruiz Villalba va ser assassinat per la policia. El novembre de 1971 Vallejo va tornar a ser detingut, però provisionalment alliberat a causa de les mobilitzacions Malgrat això, devant de la petició fiscal, per diverses causes, de 20 anys de presó, la Comissió Obrera de la SEAT va considerar més important buscar la solidaritat internacional i el va enviar a l'exili.
El 1972 va treballar a la delegació exterior de CCOO a París, amb Angel Rozas i Carlos Elvira. Més tard es va traslladar a Roma i va entrar en contacte amb l'ambient antifranquista de la capital, freqüentant intel·lectuals com Rafael Alberti, María Teresa León i ex brigadistes internacionals com Vittorio Vidali. Finalment es va establir a Milà, on va treballar a la Camera del Lavoro del sindicat CGIL i va esdevenir militant del Partit Comunista Italià. El 1974 va assistir, a la regió del Piemont, a la primera conferència clandestina d'empreses multinacionals italianes presents a Catalunya, amb la presència dels sindicats italians CGIL, CISL i UIL i la representació de CCOO, UGT i USO.
Amb la mort de Franco i l'amnistia parcial del 1976 Vallejo va poder tornar a Barcelona, però es va veure obligat a cumplir el servei militar abans de ser readmès a la SEAT. El 1978, amb la legalització del PCE, es va traslladar a Madrid on va exercir de Secretari de Relacions Internacionals i Automoció al nucli inicial de la Federació del metall de CCOO.  El 1979 es va instal·lar a Cornellà de Llobregat i va ser escollit secretari general de CCOO de SEAT. El 1986 es va incorporar al Comitè Econòmic i Social Europeu, alternant la residència entre Cornellà i Brussel·les. El 1994, a petició de Frederic Prieto i Caballé, es va presentar a les eleccions municipals de Cornellà amb la candidatura d'Iniciativa per Catalunya i va exercir de regidor durant un mandat. Més endavant, va continuar treballant a la SEAT i, des del voluntariat, va dedicar els seus esforços entre l'Associació Memorial dels treballadors de Seat, de la qual és president i que el 2010 va ser guardonada amb la Creu de Sant Jordi, el Centre d'Estudis Recerques i Inversions al desenvolupament de Catalunya i la Fundació Pau i Solidaritat.
Carles Vallejo és president del Consell de participació del Memorial Democràtic de Catalunya, president de l'Associació Catalana d'Expresos Polítics del Franquisme i  president de la FIR (Federació Internacional de Lluitadors de la Resistència). Participa activament en actes i conferències per a la preservació i transmissió de la memòria històrica i la reparació dels danys a les víctimes.

## Reconeixements
El 2018 va rebre el Premi Memorial Lluís Companys,el 2019 la Medalla d'Honor de Barcelona i el 2024 el Premi Especial Ciutat de Cornellà.